# Norberto Oberburger
Norberto Oberburger (* 1. Dezember 1960 in Meran, Italien) ist ein ehemaliger italienischer Gewichtheber.

## Karriere
Seinen größten Erfolg feierte Norberto Oberburger bei den Olympischen Sommerspielen 1984 in Los Angeles, wobei er eine Goldmedaille in der Gewichtsklasse bis 110 kg mit einer Leistung von 390 kg erringen konnte. Er nahm auch an den Olympischen Sommerspielen 1980 in Moskau, Olympischen Sommerspielen 1988 in Seoul und Olympischen Sommerspielen 1992 in Barcelona teil, wo er die Plätze 10, 6 und 10 belegte.
Zudem gewann er die Weltmeisterschaft 1984 in der Kategorie bis 110 kg mit einer Gesamtleistung von 390 kg und holte eine Bronzemedaille bei der Weltmeisterschaft 1985. Daneben stehen eine Silbermedaille 1984 und eine Bronzemedaille 1986, die er bei den Europameisterschaften geholt hatte.
Heute lebt Oberburger mit seiner Familie in Algund nahe Meran.